# Intercontrol
Intercontrol fue un programa de concursos, que también fue pionero de los programas de videojuegos en la televisión abierta mexicana. Se transmitía los miércoles por XHGC-TV Canal 5 (Televisa) a las 8:30 p. m. y era conducido por la actriz y cantante mexicana Graciela Mauri.
Los concursos estaban inspirados en conceptos de videojuegos, y el estudio contaba con decoraciones de juegos de NES, principalmente de Super Mario Bros. 3. Entre los concursos se incluía una pequeña cápsula de aproximadamente 3 minutos llamada "No se lo cuentes a nadie", con trucos y tips de los videojuegos más populares del momento, misma que era presentada por Fabiola Liébana. 

## Historia
Teruhide Kikuchi, ejecutivo japonés de la compañía comercializadora C. Itoh (posteriormente Itochu), logró convencer a sus superiores de importar y distribuir los productos de la marca Nintendo en México a principios de 1990. Para promocionar estos productos, en 1991 C. Itoh crearía una revista oficial, Club Nintendo (a cargo de Gustavo Rodríguez y José Sierra), y el programa de televisión Intercontrol.
El intro del programa, era muy espectacular para su época: por medio de una animación en 3D, se observa cómo un cartucho entra en el NES, y con una vista en primera persona, se sigue el recorrido de Mario por el interior de la consola, mostrando una serie de circuitos internos, enemigos y obstáculos (que incluyen piezas de Tetris) hasta llegar a una puerta que abrirla conduce al estudio en el que se desarrollaba el programa. 

## Desarrollo
Al principio, la etapa de concursos estaba dividida en tres eventos, basados en juegos de Game Boy y NES.
- El primero de ellos era una simulación de Tetris. El participante se ubicaba en la base de un gran tablero inclinado y desde la parte superior un miembro del personal le dejaba caer las clásicas piezas de este juego (hechas con unicel), que tenían que ser acomodadas para formar las líneas en un límite de tiempo. Cada uno de los tres participantes tenía su turno, y el vencedor era el que formara más líneas. Después de cierto tiempo, la mecánica cambió y el evento fue sustituido por una simulación de Dr. Mario.

- El segundo evento se llevaba a cabo con el juego World Class Track Meet y el accesorio Power Pad, en el cual 2 de los jugadores competían por el primer lugar en la carrera de 100 metros planos. Para este juego se utilizaba una pantalla gigante, y de esta manera se veía el avance de cada competidor. Después de un tiempo, el juego fue sustituido por Duck Hunt, para el que usaban dos máquinas arcade con pantallas de 70 pulgadas; el objetivo era derribar la mayor cantidad de patos posible en un tiempo limitado.

- El tercer evento, llamado "El súper desafío", estaba basado en Super Mario Bros., y se llevaba a cabo en una "maqueta" de grandes proporciones que simulaba un nivel del juego: en ella había tuberías, precipicios, bloques de monedas, y enemigos de papel y cartón simulando plantas piraña y goombas, entre otros. Los concursantes se ponían un overol de Mario o Luigi y tenían que hacer el recorrido tratando de recolectar la mayor cantidad posible de monedas en el menor tiempo posible, a la vez que debían evitar que los diversos enemigos los tocaran.

Al finalizar los tres eventos, se realizaba el conteo del total de puntos de cada participante y se entregaban los correspondientes premios. El primer lugar ganaba un paquete de NES, ya fuera con diez juegos o con la Zapper y el Power Pad; el segundo y tercer lugar se llevaban un Game Boy y juegos de NES. Aparte de esto, también se daba dinero en efectivo y accesorios que eran difíciles de conseguir en México, como el control NES Advantage (un mando tipo arcadia, de mayor tamaño que los controles estándar y con una palanca en lugar de cruceta).
En programas posteriores se introdujeron trivias y otros eventos.
Aunque en cierta forma el programa estaba adelantado a su época, no obtuvo el éxito deseado, y fue cancelado con menos de un año al aire (8 meses).
- Su primera emisión fue el miércoles 27 de noviembre de 1991 a las 7:30 PM por canal 5, su último programa se presentó el miércoles 15 de julio de 1992 por el mismo canal a la misma hora. Este dato fue recogido de la hemeroteca digital del diario El Informador de Guadalajara, donde se transmitía la señal de canal 5 a través de un enlace con el canal 9 de ese estado.

## Curiosidades
- Hubo casos en que algunos concursantes le tenían miedo a las plantas pirañas de cartón que salían de los tubos en el tercer evento.
- Gus Rodríguez y demás personal de la revista Club Nintendo fueron los encargados del contenido de la sección de tips y trucos.
- El famoso truco del mundo "-1" de Super Mario Bros. fue mostrado por Axy (uno de los expertos de Club Nintendo) en una cápsula del programa.
- Para grabar algunos segmentos del "Super Desafío" a los concursantes se les trasladaba al balneario y parque acuático "Agua Caliente" en Villa Corona, Jalisco. Dicho segmento solo duraba unos segundos, pero para llegar al parque se hacía un recorrido de dos horas. Otros segmentos del "Súper Desafío" se grabaron en el Bosque Los Colomos y en las instalaciones de un restaurante que operaba en esos años, llamado "Los Pioneros", ambos ubicados en Guadalajara, Jalisco.
- En la revista de septiembre de 1992 (Año 1 N.º 9) de Club Nintendo se hizo un reportaje llamado ¿Qué hay dentro de... Intercontrol?, en el que entrevistaron a Graciela Mauri, la conductora del programa.